# Diplotomodon horrificus
Diplotomodon horrificus és una espècie de dinosaure dubtosa de Nova Jersey. Es coneix només a partir d'una única dent trobada tant a la formació de Navesink com a la formació de Hornerstown, i data del Maastrichtià del Cretaci superior. Podria ser sinònima amb el driptosaure.
Joseph Leidy descrigué originalment la dent utilitzant el nom Tomodon, però ja s'havia fet servir per a una serp i el va canviar l'any 1868.